# Гардонь
Га́рдонь (венг. Gárdony) — город в Венгрии, расположенный на южном берегу озера Веленце, в медье Фейер (Центрально-Задунайский край). Численность населения на 2017 год составляло 10 855 человек.
Гардонь находится в 50 километрах от столицы, Будапешта, и в 17 километрах от административного центра Секешфехервар. 7-е шоссе проходит через весь населённый пункт, соединяя его с соседними Пакоздом и Зичиуйфалу. В Гардони есть железнодорожная станция, с которой можно добраться как в Будапешт, так и Секешфехервар. Экономика поселения основана, прежде всего, на туризме, и его привлекательность в основном обусловлена пляжами озера Веленце.

## Население
| Год  | Численность | Численность |
| ---- | ----------- | ----------- |
| 2013 | 9952        | [ 2 ]       |
| 2014 | 10 041      | [ 3 ]       |
| 2018 | 11 204      | [ 4 ]       |
| 2021 | 12 832      | [ 5 ]       |
| 2022 | 12 771      | [ 6 ]       |
| 2023 | 13 486      | [ 7 ]       |
| 2024 | 13 750      | [ 1 ]       |

## Города-побратимы
- /  Valea Crișului[вд], Румыния / Королевство Венгрия
- Гибольдехаузен, Германия
- Жары, Польша
- Кирхбах, Австрия
- Лескен, Франция
- Мёрленбах, Германия
- Постбауэр-Хенг, Германия
- Халикко, Финляндия